# Semana Internacional de Cine Fantástico y de Terror de Estepona
La Semana Internacional de Cine Fantástico y de Terror de Estepona es una muestra de cine celebrada anualmente desde 1999 en la localidad malagueña de Estepona (España), dedicado, como su nombre indica, al cine fantástico y de terror. El festival se desarrolla durante el mes de septiembre y además de la sección oficial se realizan secciones informativas, de cortometrajes y de televisión y se entregan los siguientes galardones:
- Unicornio de Honor
  - 2011: Kevin Sorbo
  - 2010: Jack Taylor
  - 2009: Richard Lynch
  - 2008: Kristanna Loken
  - 2007: Christopher Lee
  - 2006: Uwe Boll
  - 2005: Albert Pyun
  - 2004: Don Coscarelli
  - 2003: Dario Argento
  - 2002: Ray Harryhausen
  - 2001: Roger Corman
  - 2000: Narciso Ibáñez Serrador, Paul Naschy y Jesús Franco

- Waldemar Daninsky
  - 2011: Jesús Franco
  - 2010: Alaska
  - 2009: Lamberto Bava
  - 2008: El Hijo del Santo
  - 2007: Stuart Gordon
  - 2006: Alejandro Jodorowsky
  - 2005: Álex de la Iglesia
  - 2004: Brian Yuzna
  - 2003: Luis Alberto de Cuenca

- Unicornio al Mejor Dibujante de Cómics
  - 2011: DKiller Panda

- Premio especial del jurado
  - 2011: Miguel Ángel Vivas
  - 2010: Paul Naschy
  - 2009: Jorge Grau

- Unicornio de Honor X Aniversario 
  - 2009: Dolph Lundgren